# Emilia Schneider
Emilia Schneider Videla (Santiago, 23 de octubre de 1996) es una dirigente estudiantil, activista y política chilena. Fue elegida diputada de la república en las elecciones legislativas de 2021 para el período 2022-2026, convirtiéndose en la primera parlamentaria transgénero en la historia de Chile.
En 2018 fue vocera de la Asamblea Feminista 8M durante las manifestaciones feministas en Chile de ese año. En 2019, se convirtió en la primera presidenta transgénero de la Federación de Estudiantes de la Universidad de Chile (Fech). Exmilitante de los partidos Comunes y Convergencia Social, actualmente forma parte del Frente Amplio.

## Biografía

### Familia y primeros años
Es bisnieta del general René Schneider, quien fuera comandante en jefe del Ejército de Chile entre 1969 y 1970, año en que fue asesinado por un grupo de ultraderecha, debido a su defensa de la Constitución, conocida como «doctrina Schneider», y es nieta de René Schneider Arce, periodista y director de televisión chileno.
Realizó sus estudios primarios y secundarios en el Colegio Latinoamericano de Integración, un establecimiento educacional cercano a la izquierda política chilena. Al egresar de su enseñanza media, ingresó a la carrera de Derecho de la Universidad de Chile.

### Dirigente estudiantil

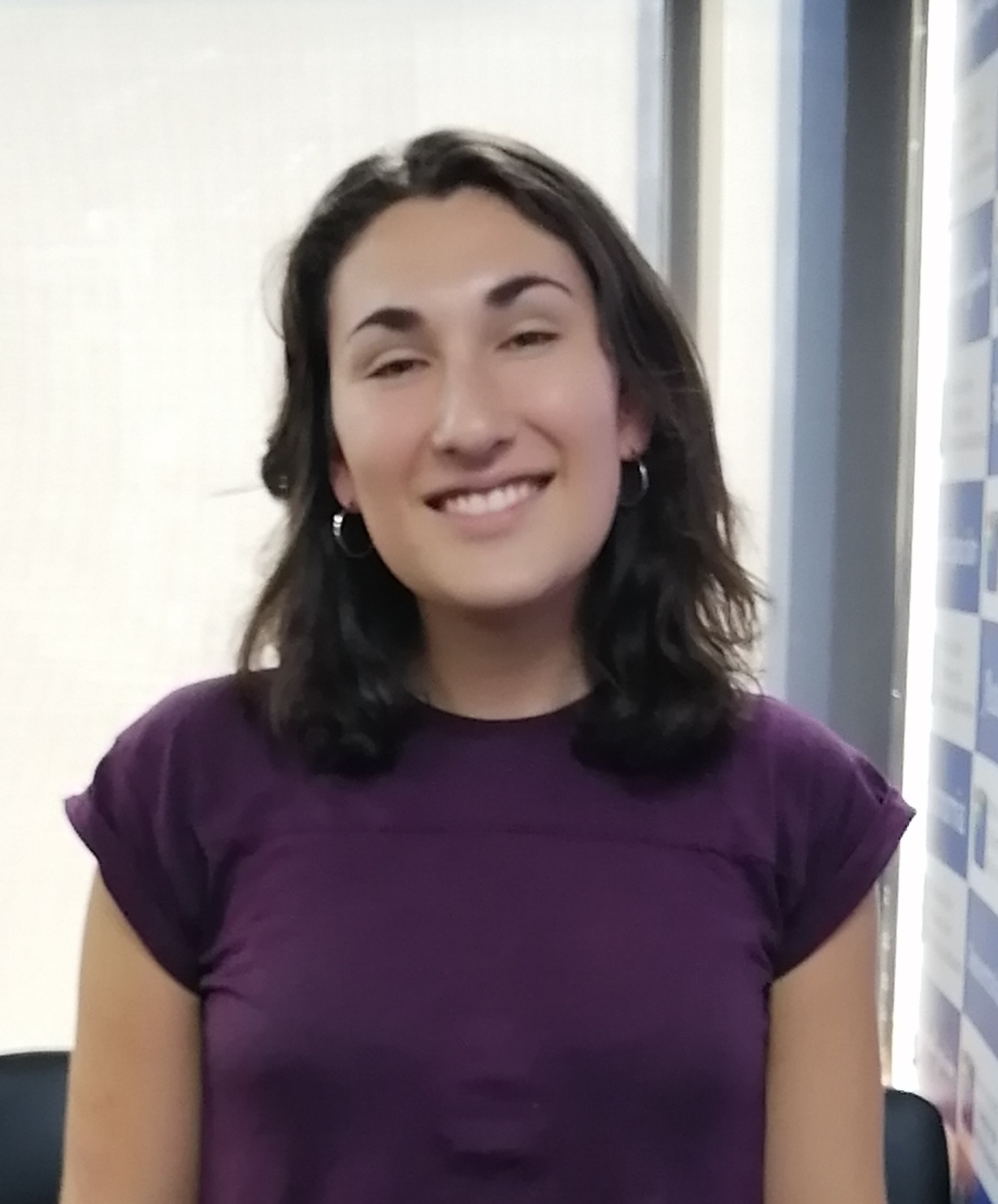
Schneider como presidenta FECh 2019-2020.

Fue vocera de la Toma Feminista de la Facultad de Derecho durante las manifestaciones feministas en Chile de 2018, siendo la primera mujer trans en ser vocera de la Asamblea Feminista 8M.
En 2019, durante las elecciones de la Federación de Estudiantes de su casa de estudios celebradas entre el 29 y 30 de abril, obtuvo la primera mayoría con 3708 votos. No obstante, debido a la falta de quorum y la baja participación electoral (solo votó un 25,8 % del padrón electoral de un 40 % exigido como mínimo), se formó una mesa interina con ella como presidenta, permitiendo de este modo que el Frente Amplio obtuviera la presidencia interina de dicha casa de estudios.
Dentro de sus actividades políticas, forma parte activa de la Mesa de Unidad Social conformada tras las protestas en Chile de 2019-2020, representando a la juventud universitaria a favor de la redacción de una nueva constitución para el plebiscito nacional de 2020. Además de su militancia política, Schneider es una activista por los derechos LGBT, en especial por los de los transexuales y por la equiparación de derechos de las minorías sexuales chilenas. Es una de las principales difusoras transgénero de la Ley chilena de identidad de género.
Durante el brote de pandemia de enfermedad por coronavirus de 2020 en Chile, Schneider llamó a un «paro online» estudiantil en marzo de ese mismo año, como una medida de protesta a nivel nacional, al acusar falta de garantías en las medidas tomadas por el Ministerio de Educación para implementar la educación en línea como solución para mantener las cuarentenas y distanciamiento social.

### Carrera política
Se inscribió como candidata del partido Comunes a las elecciones de convencionales constituyentes de 2021, en el distrito n° 10 (correspondiente a las comunas de Santiago, Ñuñoa, Macul, La Granja, Providencia y San Joaquín), formando parte de la lista Apruebo Dignidad, sin embargo, no resultó electa.

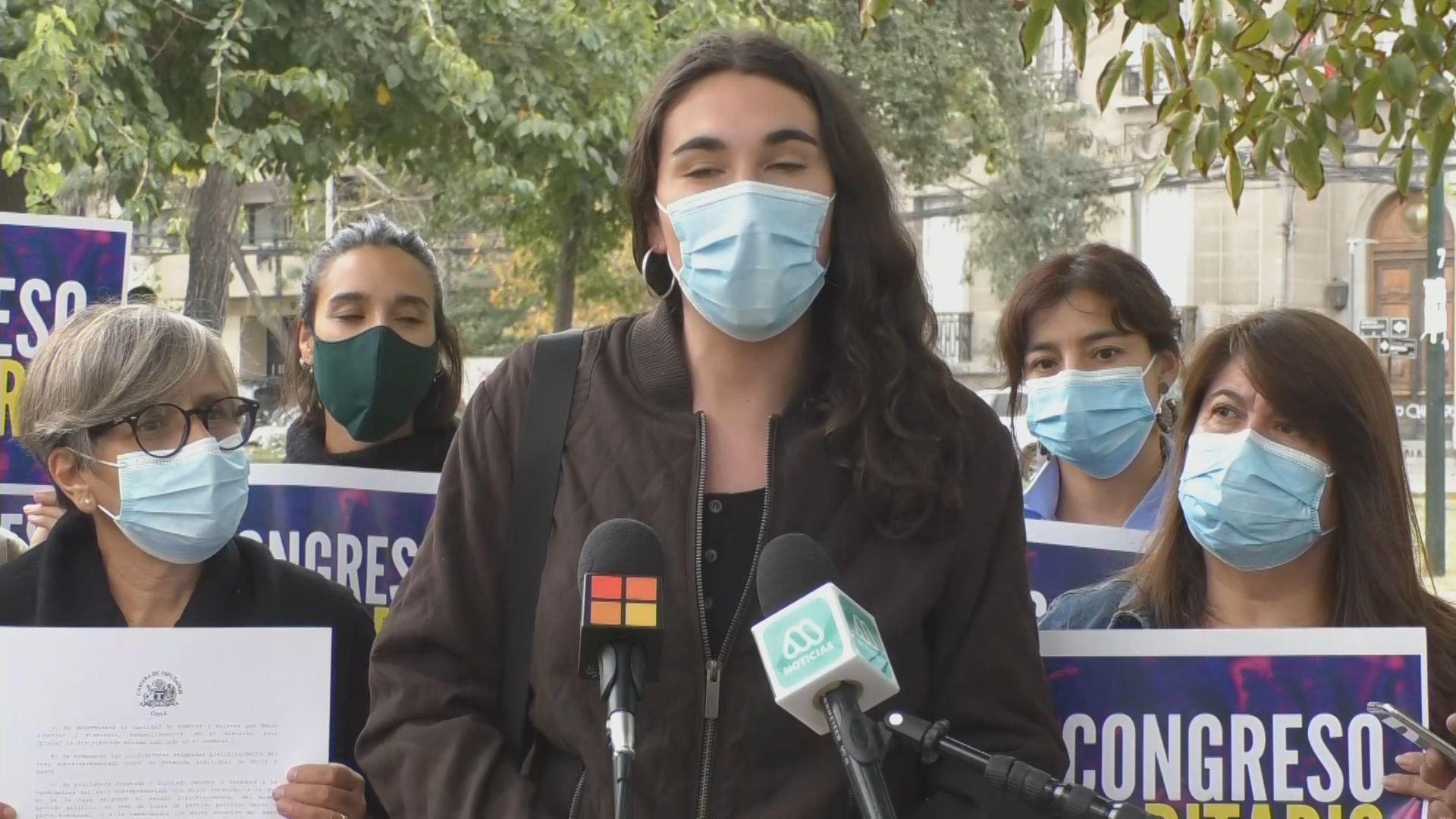
Schneider en una vocería del Frente Amplio.

El mismo año, fue candidata a diputada en las elecciones parlamentarias, por el distrito n° 10. Obtuvo 26 180 votos, convirtiéndose en la primera persona transgénero en ser electa diputada en Chile.
Asumió el cargo el 11 de marzo del 2022, Integra las comisiones permanentes de Familia y de Mujeres; y Equidad de Género. Pertenece a la bancada del Frente Amplio. Durante su periodo como diputada ha sido objeto de comentarios transfóbicos y ataques personales por parte de los diputados Johannes Kaiser y Gonzalo de la Carrera.
El 21 de diciembre de 2022 anunció su salida de Comunes junto a un grupo de 58 exmilitantes. El bloque decidió trasladarse a Convergencia Social.

## Controversias

### Espionaje de Carabineros
En una filtración de archivos digitales de Carabineros de Chile por parte de hackers, Emilia Schneider figuraba en un listado junto a otros dirigentes de su casa de estudios para ser investigados en informes de inteligencia policial. Debido a esa situación, la Vicerrectoría de la Universidad de Chile presentó una querella criminal por espionaje contra la institución en noviembre de 2019.

## Historial electoral
| Año  | Tipo                          | Territorio    | Pacto            | Partido | Votos  | %    | Resultado |
| ---- | ----------------------------- | ------------- | ---------------- | ------- | ------ | ---- | --------- |
| 2021 | Convencionales constituyentes | 10.º distrito | Apruebo Dignidad | COM     | 12 492 | 2.9  | No electa |
| 2021 | Parlamentarias                | 10.º distrito | Apruebo Dignidad | COM     | 26 130 | 5.72 | Diputada  |